# 東帝汶河流列表
東帝汶河流列表，列舉全部或部分在東帝汶境內的河流，並依照流域排列。支流則由河口至源頭排序。

## 南海岸
- 伊拉貝瑞河

## 北海岸
- 塞薩爾河
- 北拉克洛河
- 洛伊斯河：跨國河流，上游位於印尼境內，中游為東帝汶與印尼界河，下游位於東帝汶境內。

## 歐庫西縣
- 托諾河